# Ломиніс
Ломиніс (Clematis) — рід жовтецевоцвітих рослин родини жовтецевих. Назва роду походить від давньогрецького κληματίς — «витка рослина». Рід налічує близько 250 видів, більшість з яких ростуть у помірному поясі Азії, Америки та Європи.

## Ломиніс в Україні

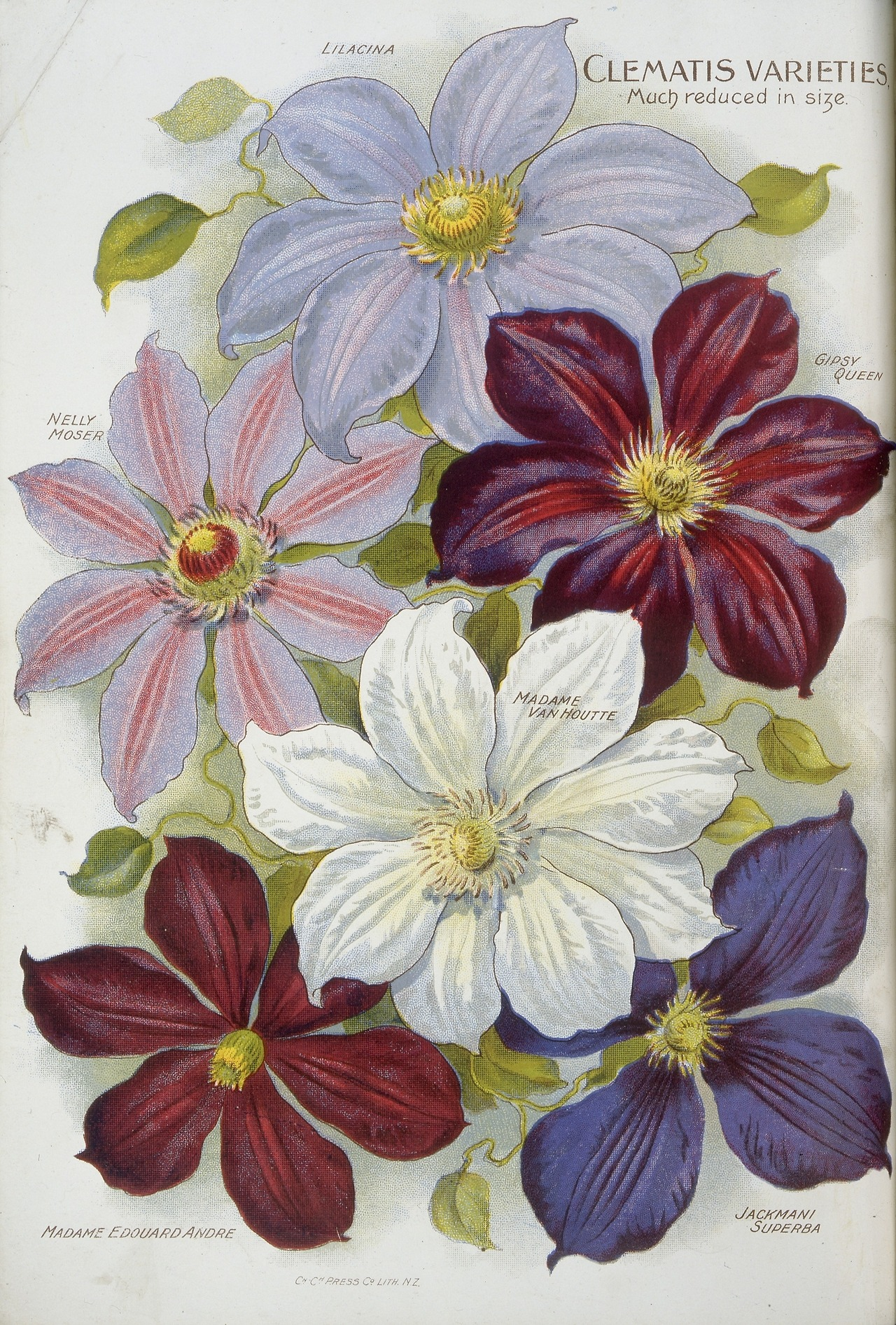
Різновиди ломиносу. Поштова листівка, 1906.

Природно зростають на Заході України ломиніс виткий (Clematis vitalba L.) і ломиніс альпійський (Clematis alpina Mill.). Інтродукованими є ломиніс фіолетовий (Clematis viticella), ломиніс Жакмана (Clematis jackmani), ломиніс волотистий (Clematis paniculata). Також в Україні ростуть ломиніс вогнистий (Clematis flammula L.), ломиніс цілолистий (Clematis integrifolia L.), ломиніс східний (Clematis orientalis L.), ломиніс несправжньовогнистий (Clematis pseudoflammula Schmalh. ex Lipsky), ломиніс прямий (Clematis recta L.).
Також рослину культивують для вирощування на квітниках та клумбах. В основному окультурені сорти та гібриди, котрі можна знайти на ринку України вирощують з посадкового матеріалу, котрий завозиться з Польщі, найбільшим постачальником є розсадник Марчинського.

## Морфологія
Це в основному деревні іноді трав'янисті виткі рослини. Підіймаються за допомогою кучерявого листя. Деякі види досягають висоти 2-6 метрів. Вони є вічнозеленими або листопадні. Деякі види мають довгі кореневища. Листки супротивні, прості або перисті. Суцвіття волоті або, рідко, одиночні квіти. Сім'янки зазвичай подовжені, пір'ясті або оголені. Число хромосом — 8.

## Використання
Деякі сорти цінуються за їх здатність дертися по стінах, парканах та інших структурах, а також за зростання серед інших рослин, таких як дерева і чагарники. Деякі можуть витися по землі, щоб забезпечити покриття.
Незважаючи на токсичність, корінні американці використовували дуже малі кількості Clematis ligusticifolia як ефективне лікування мігрені і нервових розладів. Рослина також використовується як ефективне лікування шкірних інфекцій. Європейські види не використовують в лікувальних цілях, а лише для озеленення, окультурювання та краси.

## Підроди[8]
| - Archiclematis - Atragene - Campanella | - Cheiropsis - Clematis - Flammula | - Pseudoanemone - Tubulosae - Viorna |

## Інше
- На честь рослини названо астероїд 1101 Клематіс.